# Гонидии лишайников
Гони́дии лиша́йников (от греч. γόνος — рождение, потомство и греч. ίδιον — уменьшительный суффикс) — зелёные или синезелёные одноклеточные водоросли, входящие в состав тела лишайников.

## История исследования
Прежде гонидии в лишайниках принимались за их органы бесполого размножения, образующиеся на концах ветвей гиф (С. Швенденер, 1863). Но после работы А. С. Фаминцына (1867) и О. В. Баранецкого, доказавших, что гонидии лишайников способны жить отдельно и производить зооспоры, подобно водорослям, Швенденер отказался от своего мнения, выяснив окончательно, что гонидии суть не что иное, как водоросли, живущие в сожительстве (симбиозе) с грибами (через что и возникает организм лишайника). Удалось разъединить гриб и водоросль и вырастить их порознь; с другой стороны, оказалось возможным искусственно соединить их и таким путём получить нормальное тело лишайника. Гонидиями являются зелёные (Chlorophyceae) или синезелёные водоросли (Cyanophyceae, Phycochromaceae), и притом чаще низшие, более просто организованные представители этих групп.

## Примеры гонидий в лишайниках
Несколько примеров, на основании которых можно получить представление, какие именно водоросли в качестве гонидий могут входить в состав лишайников:
|                       | Название водоросли         | Название лишайника                         |
| --------------------- | -------------------------- | ------------------------------------------ |
| Зелёные водоросли     | Chlorococcus, Pleurococcus | Parmelia, Physcia, Evernia, Cladonia и др. |
| Зелёные водоросли     | Trentepohlia               | Graphis, Verrucaria и др.                  |
| Синезелёные водоросли | Chroococcus                | Omphalaria                                 |
| Синезелёные водоросли | Nostoc                     | Collema, Peltigera и др.                   |
| Синезелёные водоросли | Rivularia                  | Lichina                                    |
| Синезелёные водоросли | Stigonema                  | Ephebe                                     |
| Синезелёные водоросли | Scytonema                  | Heppia, Pannaria                           |